# ساخن (أغنية إينا)
ساخن (بالإنجليزية: Hot)‏ هي أغنية للمغنية الرومانية إينا، والمستخرج إسمها من ألبومها الأول ساخن الذي صدر عام (2009). كتبت وأنتجت من قبل سيباستيان باراك، رادو بولفيا ومارسيل بوتيزان تحت راية شركة بلاي أند وين، وأصدرت الأغنية في وقت متأخر من من خروح ألبومها الأول رغم احتوائها نفس اسم الألبوم، وبحسب كلمات الأغنية تحكي عن مدى قوة الحب بين عاشقين وإلى أي مدى يمكن أن تتطور، وقد حصلت الأغنية على إعجاب النقاد ووصفوها بالبساطة والجمالية الفنية.